# Mick Taylor
Michael Kevin Taylor (Welwyn Garden City, Inglaterra; 17 de enero de 1949) es un guitarrista de blues rock británico. Fue clasificado en el puesto 37 en la lista de la revista Rolling Stone de 2011 de los 100 mejores guitarristas de todos los tiempos.

## Comienzos. 1949-1969

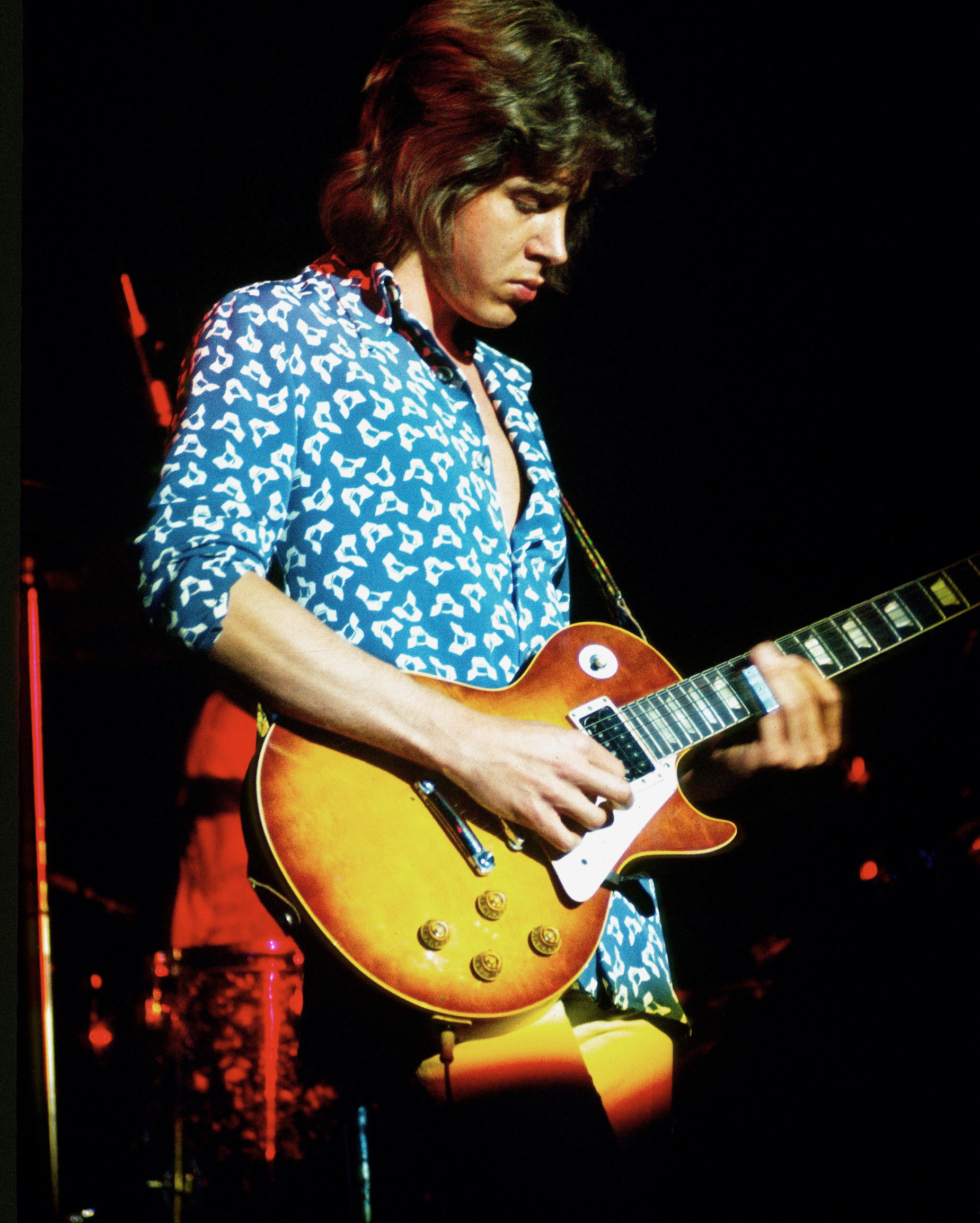
Mick Taylor 1972

Empezó en un grupo llamado The Juniors. Parte de los integrantes de esta banda fueron contratados para una nueva formación, The Gods.
En 1965, a la edad de 16 años, Taylor fue a ver una actuación de los John Mayall & Bluesbreakers en "The Hop" Woodhall Centro Comunitario, en Welwyn Garden City. Después de ver que Clapton no había aparecido en la primera parte del concierto, pero que su guitarra ya había sido montada en el escenario, Taylor se acercó a John Mayall durante el intervalo para preguntar si podía tocar con ellos. Taylor mencionó que había oído sus álbumes y que conocía algunas de las canciones, y después de un momento de deliberación, Mayall estuvo de acuerdo. Taylor comentó: "Yo no estaba pensando que esa era una gran oportunidad... Yo realmente quería subir al escenario y tocar la guitarra".
Taylor tocó la segunda parte con la banda de Mayall y, después de ganarse el respeto, intercambiaron los números de teléfono. Este encuentro resultó ser crucial en la carrera de Taylor cuando Mayall comenzó a buscar un guitarrista para llenar la vacante de Peter Green al año siguiente. Mayall se puso en contacto con Taylor y le invitó a tomar el lugar de Green. Taylor hizo su debut con los Bluesbreakers en el Manor House, un antiguo club de blues en el norte de Londres. Para la escena musical, la noche fue un evento. "Vamos a ver a este chico de 17 años tratar de reemplazar a Eric". A partir de entonces, Taylor entró en el grupo y grabó el álbum Crusade con los Bluesbreakers de John Mayall. De 1966 a 1969, Taylor desarrolló un estilo de guitarra basado en el blues con influencias latinas y jazz. Él es el guitarrista en los álbumes: Diario de una banda, Bare Wires y Blues from Laurel Canyon. 

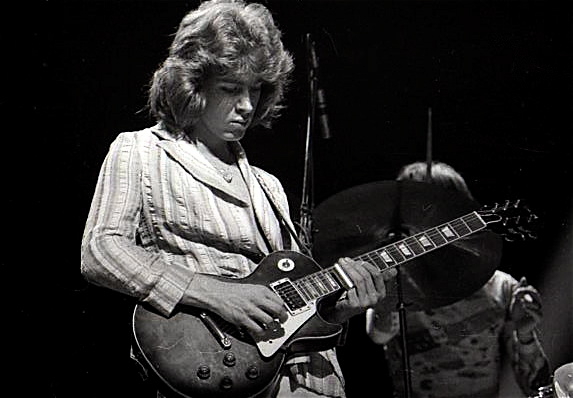
Mick Taylor con los Rolling Stones

Más tarde en su carrera, desarrolló sus habilidades como guitarrista de slide guitar.

## 1969-74: Los Rolling Stones

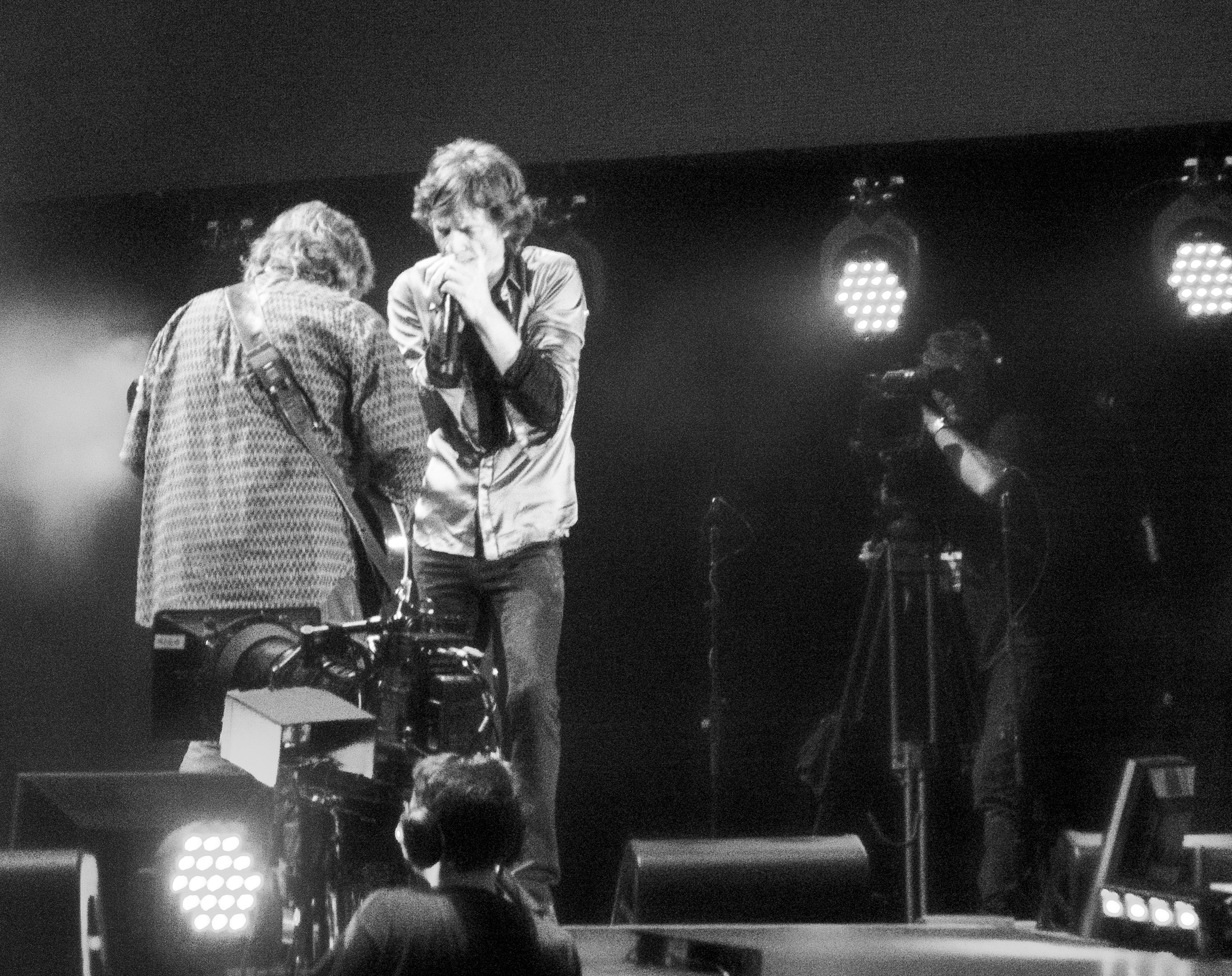
Mick Jagger y Mick Taylor en Hyde Park (2013)

Artículo principal: Los Rolling Stones

### 1969-1972. DeLet it BleedaExile on Main St.La época dorada
Después de que Brian Jones fuera expulsado de los Rolling Stones en junio de 1969, John Mayall recomendó a Taylor quien creyó que lo llamaban para ser un músico de la sesión en su primera sesión del estudio con los Rolling Stones. Unos impresionados Jagger y Keith Richards invitaron a Taylor a regresar al día siguiente para continuar ensayando y grabando con la banda. Dobló la guitarra de Richards en "Country Honk" y "Live With Me" para el álbum Let It Bleed, y en el sencillo "Honky Tonk Women" lanzado en el Reino Unido el 4 de julio de 1969.
El debut de Taylor como Rolling Stone, a la edad de 20 años, fue en el concierto gratuito en Hyde Park, Londres el 5 de julio de 1969. Un cuarto de millón de personas asistieron a un espectáculo que se convirtió en un homenaje a Brian Jones, que había muerto dos días antes del concierto.
El álbum Sticky Fingers de los Rolling Stones lanzado en 1971 incluían los temas "Sway" y "Moonlight Mile" que Taylor y Jagger habían completado en la ausencia de Richards por sus problemas con las drogas. Es el momento en que Jagger dijo: "Hicimos temas con sólo Mick Taylor, que son muy buenos y todo el mundo ama, donde Keith no estaba allí por cualquier motivo... Somos yo y [Mick Taylor] interpretando el uno para el otro - otro sintiéndose completamente, porque está siguiendo mis líneas vocales y luego improvisando sobre ellas durante los solos". Sin embargo, Taylor sólo fue acreditado como coautor del tema "Ventilator Blues", del álbum Exile on Main St. de 1972.
Después de la gira europea de 1973, los problemas de drogas de Richards habían empeorado y comenzaron a afectar la capacidad de la banda para funcionar como un todo. La participación de Taylor en los Stones no estaba limitada solo a la guitarra. Se dice que, a principios de los años setenta, Taylor colaboró en algunas canciones con Mick Jagger, ya que en esa época Richards estaba sumido en su dependencia a las drogas. Entre sus colaboraciones se encontrarían "Sway", "Moonlight Mile", "Winter", "100 Years Ago" y "Time Waits for No One". La única canción que le entrega crédito a Taylor como compositor es "Ventilator Blues" del álbum Exile on Main St. (aunque en realidad su aporte fue la creación del riff).

### 1973–74:It's Only Rock 'n Roll

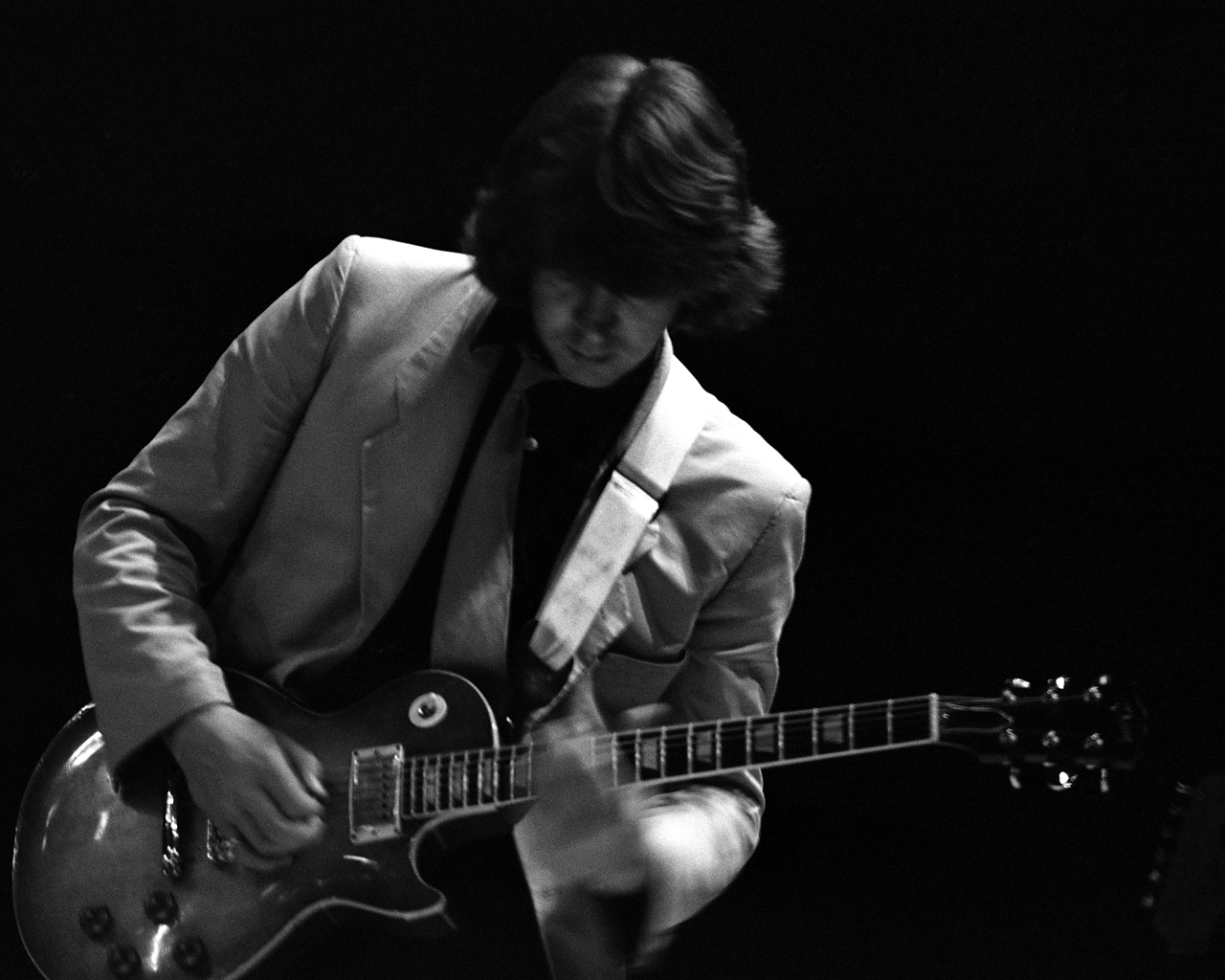
Mick Taylor- John Mayall concert 1980.

En noviembre de 1973, cuando la banda debía comenzar a trabajar en el LP It's Only Rock 'n' Roll en los estudios Musicland en Múnich, Taylor faltó a algunas de las sesiones mientras se sometía a cirugía para la sinusitis aguda. No mucho se logró durante los primeros diez días en Musicland. La mayor parte de las grabaciones reales se hicieron en enero en Musicland y en abril de 1974 en la finca de Jagger en el condado inglés de Hampshire apodada "Stargroves". Cuando Taylor reasumió el trabajo con la banda encontró difícil seguir junto con Richards.
En un momento durante las sesiones de Múnich, Richards se enfrentó a él y le dijo: "Oye! Taylor, estás tocando muy fuerte, quiero decir, eres muy bueno en vivo, hombre, pero eres inútil en el estudio". Richards borró algunas de las cintas en las que Taylor había grabado partes de guitarra para algunas de las canciones de It's Only Rock n 'Roll. En el trasfondo estaban los celos de Richards por la brillantez de los largos solos de Taylor en directo que le hacían quedar a él en segundo plano. Taylor estaba, sin embargo, presente en todas las sesiones en abril en Stargroves donde el LP fue terminado y la mayor parte de los overdubs fueron registrados.
Poco después de esas sesiones de grabación, Taylor fue a una expedición de seis semanas a Brasil, para viajar por el río Amazonas en un bote y explorar la música latina. Justo antes del lanzamiento del álbum en octubre de 1974, Taylor le dijo a Nick Kent de la revista NME acerca del nuevo LP, que había coescrito "Till the Next Goodbye" y "Time Waits for No One" con Jagger. Kent demostró a Taylor la carátula del disco, que reveló la ausencia de cualquier crédito de composición para Taylor.

Yo estaba un poco molesto por no conseguir crédito por un par de canciones, pero esa no fue toda la razón por la que dejé la banda. Supongo que me sentía como si tuviera suficiente. Decidí salir y comenzar un grupo con Jack Bruce. Nunca me sentí, y no sé por qué, pero nunca sentí que iba a quedarme con los Stones para siempre, incluso desde el principio.
Mick Taylor, en una entrevista con Gary James.

Solíamos pelearnos y discutir todo el tiempo. Y una de las cosas que me enfadaron fue que Mick me había prometido darme crédito por algunas de las canciones y no lo hizo. Creí que había contribuido lo suficiente. Pongámoslo de esta manera: sin mi contribución esas canciones no habrían existido. No hay muchas, pero suficientes, cosas como "Sway" y "Moonlight Mile" en Sticky Fingers y un par de otros temas.
Mick Taylor, en una entrevista de 1997 con la revista Mojo.

Entre las sesiones de grabación, los miembros de la banda estaban viviendo en varios países y durante este período Taylor apareció en el álbum London Underground de Herbie Mann (1974) y también apareció en el álbum de Mann Reggae (1974). En diciembre de 1974, Taylor anunció que dejaba los Rolling Stones. Los compañeros de banda estaban en una fiesta en Londres cuando Taylor le dijo a Mick Jagger que estaba dejando de fumar y salió. La decisión de Taylor fue un choque total para muchos. Los Rolling Stones debían comenzar a grabar un nuevo álbum en Múnich, y la banda entera se habría enfadado con Taylor por haber salido en tan poco tiempo.
En un ensayo sobre los Rolling Stones, impreso después de la renuncia de Taylor, el crítico de música Robert Palmer del New York Times escribió que "Taylor es el técnico más consumado que jamás sirvió como Stone. Un guitarrista de blues con un estilo de jazzman para la invención melódica, Taylor nunca fue un rockero ni un showman".

### Colaboración posterior con los Stones
Taylor ha trabajado con sus excompañeros de banda en varias ocasiones desde que dejó los Rolling Stones. En 1977 asistió a sesiones en Londres para el álbum de John Phillips Pay Pack & Follow, apareciendo en varias pistas junto a Jagger, Richards y Wood haciendo solos notables en las canciones "Oh Virginia" y "Guerrero del Zulú". Una historia posiblemente apócrifa es que después de que Taylor interpretó un solo particularmente caótico en el estudio, Richards exclamó medio jocoso: "¡Por eso nunca me gustaste, bastardo!".
El 14 de diciembre de 1981 actuó con la banda en su concierto en el Kemper Arena en Kansas City, Misuri (en la cual compartió escenario con Ron Wood y Richards, llegando en "Let Me Go" -junto a Jagger-, a un total de 4 guitarras en el escenario).. Keith Richards apareció en el escenario en un show de Mick Taylor en el Lone Star Cafe en Nueva York el 28 de diciembre de 1986, tocando en "Key to the Highway" y "Can not You Hear Me Knocking"; Y Taylor aparece en una canción ("I Could Have Stood You Up") en el álbum de 1988 de Richards Talk is Cheap. El Salón de la Fama del Rock and Roll introdujo a Mick Taylor junto con los Rolling Stones en 1989. Taylor también trabajó con los Rhythm Kings de Bill Wyman a principios de los noventa.
Además de sus contribuciones a los álbumes de los Rolling Stones lanzados durante su estancia en la banda, la guitarra de Taylor está también en dos pistas en su álbum de 1981 Tattoo You: "Tops" y "Waiting on a Friend", las cuales fueron grabadas originalmente en 1972 (Taylor es a veces equivocadamente acreditado como tocando en "Worried About You", pero el solo en esa pista es interpretado por Wayne Perkins.)
La presencia de Taylor en el escenario con los Rolling Stones se conserva en el mítico álbum Get Yer Ya-Yas Out!, grabado durante cuatro conciertos en el Madison Square Garden de Nueva York y el Civic Center en Baltimore en noviembre de 1969 y en el álbum Brussels Affair), compilado a partir de dos espectáculos grabados en Bruselas el 17 de octubre de 1973 en el Forest National Arena, durante su gira europea. Las actuaciones en directo de Taylor también aparecen en los documentales Stones in the Park (publicado en DVD en 2001), Gimme Shelter (lanzado en 1970) y Cocksucker Blues (inédito); y en la película de concierto Ladies and Gentlemen: The Rolling Stones (presentada en cines en 1974, y estrenada en DVD y Blu-ray en 2010). Estas actuaciones también fueron lanzadas en un álbum con el mismo título. Las grabaciones de Bootleg de las actuaciones de los Rolling Stones de 1969 a 1973 también documentan las actuaciones de concierto de Taylor con la banda.
En marzo de 2010, comenzaron a circular rumores de que Taylor había contribuido con el trabajo de guitarra en el Exile on Main St. edición especial. Esta versión ampliada del álbum doble original incluye 10 tomas o versiones alternativas de canciones. Taylor reveló más tarde (en una entrevista con un periodista de Cleveland) que él había registrado realmente nuevos overdubs de la guitarra para el CD, a petición de Jagger.
Desde que dejó al grupo, hizo su propia carrera solista y participó con otros artistas como Bob Dylan, Keith Richards, Carla Olson, Jack Bruce y Ron Wood. Volvió a subir a los escenarios junto a The Rolling Stones en Glastonbury Festival en 29 de junio de 2013.